# Xalapa
Xalapa (udtales `ha-LA-pa´) er en mexicansk by der har ca. 400.000 indbyggere. Xalapa er placeret ca. 400 km øst for Mexico City og ca. 100 km nordvest for byen Veracruz og ligger i 1427 m højde. Udover at være hovedstad i delstaten Veracruz er Xalapa også hjemby for Universidad Veracruzana og for Museo de Antropologia de Xalapa. Xalapa blev grundlagt helt tilbage i præcolumbiansk tid og navnet Xalapa betyder oprindeligt "kilde i sandet". I 1519 passerede Hernán Cortés byen og få årtier senere fik byen et Franciskaner kloster. Fra omkring 1720 begyndte byen at vokse da den blev gjort til en vigtig handelsby. I 1824 blev Xalapa hovedstad i delstaten Veracruz og i 1944 fik byen sit universitet. I dag er Xalapa kendt som et af de vigtigste steder for Kaffe produktion i Mexico. Xalapas mest berømte bysbarn er den tidligere præsident og general Antonio López de Santa Anna (1794-1876). På det sportslige område er Xalapa hjemby for det professionelle basketballhold Halcones UV Xalapa, som i 2010 vandt sit fjerde mexicanske mesterskab. På det kulinariske felt er Xalapa kendt for retterne Chiles xalapenos rellenos (fyldte peberfrugter) og Chilatole de pollo (rød kyllingesuppe). Klimaet i Xalapa er hele året igennem fugtig og afvekslende med temperatur som om sommeren kan når de 30 grader og om vinteren falde til de 5 grader. Xalapa har kælenavnene ”blomsternes by” samt ”Veracruz` Athen”.